# Transvision Vamp
Transvision Vamp — английская поп-рок-группа, основанная в 1986 году Ником Кристианом Сейером и Венди Джеймс. Группа добилась успеха в конце 1980-х, когда десять песен группы попали в британский хит-парад. Джеймс, вокалистка и фронтвумен группы, привлекала внимание своим сексуальным и вызывающим имиджем. Самый успешный сингл группы — «Baby I Don’t Care», — поднялся до третьего места в британском и австралийском хит-парадах.

## История группы
В первоначальный состав вошли: Джеймс, Сейер, Дейв Парсонс (бас), Тэкс Эксайл (клавишные) и Пол Бёртон (ударные). До этого Парсонс и Эксайл играли в панк-группах: Парсонс в The Partisans, Эксайл в The Moors Murderers и Agent Orange.
Transvision Vamp подписали контракт с MCA в декабре 1986 года и в следующем году вышел их первый сингл «Revolution Baby». В сентябре 1987-го он занял 77-е место в британском хит-параде.
Вторым синглом был кавер на песню «Tell That Girl to Shut Up» группы Holly and the Italians. Он был выпущен в марте 1988-го и достиг 45-го места в британском хит-параде синглов. Этот сингл стал единственным синглом группы, попавшим в американский хит-парад Billboard Hot 100, где занял 87-е место.
Третий сингл Transvision Vamp «I Want Your Love», сочетающий в себе элементы поп- и панк-музыки, стал первым настоящим хитом группы. Он возглавил норвежский хит-парад и вошел в первую десятку в Великобритании, Ирландии, Австралии, Новой Зеландии, Швеции и Швейцарии. Следующим синглом было переиздание «Revolution Baby»; сингл поднялся до 30-го места в Великобритании, 17-го в Ирландии, 24-го в Австралии и Новой Зеландии. Четвертый сингл — «Sister Moon», — занял 41-е место в хит-параде Великобритании.
В октябре 1988-го группа выпустила первый альбом — Pop Art. Альбом имел большой успех в Великобритании, где он продержался в хит-параде 32 недели, достигнув 4-го места. Такого же успеха альбом достиг в Австралии, где он получил статус платинового и занял 25-е место среди самых продаваемых альбомов 1989 года. Альбом также имел успех в Швейцарии (20-е место в хит-параде) и Швеции (25-е место).
1989 год оказался самым успешным для Transvision Vamp благодаря выпуску сингла «Baby I Don’t Care», который достиг третьего места как в Великобритании, так и в Австралии, став самым успешным синглом группы в обеих странах. В Австралии песня провела 20 недель в топ-50. Второй альбом группы — Velveteen, — был выпущен вскоре после этого, дебютировав на вершине бриатского UK Albums Chart и оставаясь в хит-параде 26 недель. Velveteen также достиг второго места в австралийском Australian Albums Chart, проведя 25 недель в топ-100 и став 39-м в списке самых продаваемых альбомов года. Velveteen также имел значительный успех в Новой Зеландии (достигнув 12-го места) и некоторых странах Европы, включая Швейцарию, Германию и Норвегию, где он вошел в двадцатку лучших. Несколько синглов с песнями из альбома Velveteen: «The Only One», «Landslide of Love» и «Born to Be Sold» — входили в топ-30 в Великобритании и в топ-20 в Ирландии.
В июне 1991 года MCA отказалась выпускать третий альбом Transvision Vamp Little Magnets Versus the Bubble of Babble в Великобритании, не одобрив (как сообщалось) направление музыки и после того, как два сингла с альбома не заняли таких высоких позиций в британском хит-параде, как предыдущие. Тем не менее, альбом был выпущен в Новой Зеландии, где он достиг 14-го места, и в Австралии, где он достиг 25-го места и провёл 3 месяца в топ-100 ARIA. Он также был выпущен в Швеции, где достиг 27-го места. Первый сингл с альбома — «(I Just Wanna) B with U», — достиг 16-го места в Австралии и 30-го места в хит-параде Великобритании, а также вошёл в ирландский топ-30. Второй сингл с альбома — «If Looks Could Kill», — вошел в топ-40 в Новой Зеландии и немного не дотянул до топ-40 Великобритании, заняв 41-е место; он стал последним синглом группы. Третий сингл с альбома — «Twangy Wigout», — был запланирован, и промо-копии были выпущены, но после споров выпуск был отложен их лейблом. Венди Джеймс рассказывала о третьем альбоме: «Он вышел в Америке. Но затем мы решили расстаться и в это время английский лейбл сказал, что они не уверены в альбоме и намерены подождать с ним и сначала посмотреть, как он пойдет в других странах. К тому времени, как они были готовы выпустить его, мы уже расстались и поэтому он так и не вышел».
Группа официально распалась в феврале 1992 года.

## После распада
Энтони Даути (Тэкс Эксайл) вошел в группу Max, где играл на клавишных. В 1992-м группа выпустила альбом Silence Running, спродюсированный Тревором Хорном. Позже Даути выпускал на этом же лейбле свои сольные альбомы.
Дейв Парсонс присоединился к британской пост-гранжевой группе Bush, имевшей коммерческий успех в 1990-е.
Венди Джеймс занялась сольной карьерой, с небольшим коммерческим успехом. Хотя ее альбом 1993 года Now Ain’t the Time for Your Tears (написанный Элвисом Костелло) достиг 43-го места в UK Albums Chart, ни один из трех выпущенных с него синглов не вошел в британскую тридцатку лучших. Главный синг — «The Nameless One», — достиг 34-го места в Великобритании, в то время как второй сингл — «London’s Brilliant», — лишь 62-го, а третий — «Do You Know What I’m Saying?», — только 78-го. В августе того же года MCA расторгла контракт с Джеймс.
Следующий сольный альбом, записанный на One Little Indian Records, не был выпущен. В 2004 году Джеймс создала группу под названием Racine, с которой она выпустила два альбома, ни один из которых не попал в хит-парады. В апреле 2005 года сингл «Grease Monkey» занял 114 место в Великобритании. Racine распались и закрыли официальный сайт группы в декабре 2008 года.

## Состав группы
- Венди Джеймс (англ. Wendy James) — вокал (1986—1991)
- Ник Кристиан Сейер (Nick Christian Sayer) — гитара, бэк-вокал (1986—1991)
- Дейв Парсонс (англ. Dave Parsons) — бас, бэк-вокал (1986—1991)
- Тэкс Эксайл (настоящее имя Энтони Даути (англ. Anthony Doughty)) — клавишные, секвенсор, ударные, гитара, бэк-вокал (1986—1991)
- Пол Бёртон (Pol Burton) — ударные (1986—1989)
- Джеймс «Джаз» Пайпер (James «Jazz» Piper) — гитара, бэк-вокал (1989—1991)
- Мартин «Мэллет» Хэллет (Martin «Mallet» Hallett) — ударные, бэк-вокал (1989—1991)

## Дискография

### Студийные альбомы
| Название                                                                 | Издание                                                                 | Высшие позиции в хит-парадах | Высшие позиции в хит-парадах | Высшие позиции в хит-парадах | Высшие позиции в хит-парадах | Высшие позиции в хит-парадах | Высшие позиции в хит-парадах | Высшие позиции в хит-парадах | Высшие позиции в хит-парадах | Сертификация                         |
| Название                                                                 | Издание                                                                 | UK                           | AUS                          | GER                          | NOR                          | NZ                           | SWE                          | SWI                          | US                           | Сертификация                         |
| ------------------------------------------------------------------------ | ----------------------------------------------------------------------- | ---------------------------- | ---------------------------- | ---------------------------- | ---------------------------- | ---------------------------- | ---------------------------- | ---------------------------- | ---------------------------- | ------------------------------------ |
| Pop Art                                                                  | - Выход: октябрь 1988‑го - Лейбл: MCA - Формат: CD, кассета, LP         | 4                            | 13                           | —                            | —                            | 50                           | 25                           | 20                           | 115                          | - BPI: золотой - ARIA: платиновый    |
| Velveteen                                                                | - Выход: июль 1989‑го - Лейбл: MCA - Формат: CD, кассета, LP, пластинка | 1                            | 2                            | 25                           | 20                           | 12                           | 37                           | 16                           | —                            | - BPI: платиновый - ARIA: платиновый |
| Little Magnets Versus the Bubble of Babble                               | - Выход: август 1991‑го - Лейбл: MCA - Формат: CD, кассета              | —                            | 25                           | —                            | —                            | 14                           | 27                           | —                            | —                            |                                      |
| «—» означает, что альбом не был издан в стране или не попал в хит-парад. |                                                                         |                              |                              |                              |                              |                              |                              |                              |                              |                                      |

### Сборники
- The Complete 12"ers Collection Vol. 1 (1990, MCA Records)
- Mixes (1992, MCA Records)
- Kiss Their Sons (1998, Universal Records)
- Baby I Don’t Care (2002, Spectrum Music)
- I Want Your Love (2019, Edsel) — 6-CD/1-DVD box set

### Синглы
| Название                                                                | Год  | Высшие позиции в хит-парадах | Высшие позиции в хит-парадах | Высшие позиции в хит-парадах | Высшие позиции в хит-парадах | Высшие позиции в хит-парадах | Высшие позиции в хит-парадах | Высшие позиции в хит-парадах | Высшие позиции в хит-парадах | Высшие позиции в хит-парадах | Высшие позиции в хит-парадах | Альбом                                     |
| Название                                                                | Год  | UK                           | AUS                          | GER                          | IRE                          | NL                           | NOR                          | NZ                           | SWE                          | SWI                          | US                           | Альбом                                     |
| ----------------------------------------------------------------------- | ---- | ---------------------------- | ---------------------------- | ---------------------------- | ---------------------------- | ---------------------------- | ---------------------------- | ---------------------------- | ---------------------------- | ---------------------------- | ---------------------------- | ------------------------------------------ |
| Revolution Baby                                                         | 1987 | 77                           | —                            | —                            | —                            | —                            | —                            | —                            | —                            | —                            | —                            | Pop Art                                    |
| Tell That Girl to Shut Up                                               | 1988 | 45                           | 44                           | —                            | —                            | —                            | —                            | —                            | —                            | —                            | 87                           | Pop Art                                    |
| I Want Your Love                                                        | 1988 | 5                            | 7                            | 23                           | 3                            | 32                           | 1                            | 9                            | 8                            | 4                            | —                            | Pop Art                                    |
| Revolution Baby (переиздание)                                           | 1988 | 30                           | 24                           | —                            | 17                           | —                            | —                            | 37                           | —                            | —                            | —                            | Pop Art                                    |
| Sister Moon                                                             | 1988 | 41                           | 95                           | —                            | —                            | —                            | —                            | —                            | —                            | —                            | —                            | Pop Art                                    |
| Baby I Don’t Care                                                       | 1989 | 3                            | 3                            | —                            | 6                            | —                            | —                            | 29                           | —                            | —                            | —                            | Velveteen                                  |
| The Only One                                                            | 1989 | 15                           | 30                           | —                            | 7                            | —                            | —                            | 22                           | —                            | —                            | —                            | Velveteen                                  |
| Landslide of Love                                                       | 1989 | 14                           | 70                           | —                            | 8                            | —                            | —                            | —                            | —                            | —                            | —                            | Velveteen                                  |
| Born to Be Sold                                                         | 1989 | 22                           | 108                          | —                            | 12                           | —                            | —                            | —                            | —                            | —                            | —                            | Velveteen                                  |
| (I Just Wanna) B with U                                                 | 1991 | 30                           | 16                           | —                            | 30                           | —                            | —                            | —                            | —                            | —                            | —                            | Little Magnets Versus the Bubble of Babble |
| If Looks Could Kill                                                     | 1991 | 41                           | 56                           | —                            | —                            | —                            | —                            | 38                           | —                            | —                            | —                            | Little Magnets Versus the Bubble of Babble |
| «—» означает, что сингл не был издан в стране или не попал в хит-парад. |      |                              |                              |                              |                              |                              |                              |                              |                              |                              |                              |                                            |